# Projet de fin d'études
Le projet de fin d'études (PFE) est, en France, un projet complet en situation professionnelle qui marque la fin des études dans une école d'architecture, une école d'ingénieur ou une école de commerce. Sa durée est habituellement comprise entre quatre et huit mois,. Il est encadré légalement par l'arrêté du 20 juillet 2005.
Le projet de fin d'études a pour but de développer l'autonomie et la responsabilité des étudiants, à créer une dynamique de groupe et l'esprit d'un travail collectif  et bien sûr à mettre en pratique les enseignements reçus et permettre ainsi aux étudiants d'affirmer leurs savoir-faire et à considérer leurs compétences.
Celui-ci peut se dérouler entièrement au sein de l'entreprise, ou peut nécessiter l'utilisation du matériel de laboratoire de l'école. Ceci amène l'élève ingénieur à alterner les périodes en entreprise et au sein du laboratoire.